# Sarkofag z Hagia Triada
Sarkofag z Hagia Triada – ozdobiony malowidłami kamienny sarkofag minojski, znajdujący się w sali XVI Muzeum Archeologicznego w Heraklionie.
Sarkofag odkryty został 23 czerwca 1903 roku przez R. Paribeniego w Hagia Triada koło Fajstos na Krecie, w pochodzącym z XIV wieku p.n.e. grobowcu, położonym na północny wschód od zespołu pałacowego. Niewielka prostokątna budowla o wymiarach 2,39×1,95 m wzniesiona została na niskiej podmurówce kamiennej z nietrwałymi ścianami, zapewne gliniano-drewnianymi. Oprócz sarkofagu znajdował się w niej jedynie terakotowy larnaks i ubogie wyposażenie grobowe w postaci dwóch brzytw i pieczęci z podobizną sfinksa.
Zabytek jako wykonany z kamienia ma unikatowe znaczenie na tle używanych wówczas powszechnie w świecie egejskim terakotowych larnaksów. Jego stylistyka jest świadectwem fuzji wcześniejszych tradycji minojskich z kulturą przyniesioną na Kretę przez mykeńskich najeźdźców. Użycie solidnego materiału oraz ozdobienie ścian wielobarwną dekoracją malarską z użyciem niebieskiej farby wykonanej ze sprowadzanego aż z Azji Środkowej lazurytu świadczą, że w grobowcu pochowano znaczącą postać, zapewne lokalnego władcę lub członka jego rodziny. Ponieważ wewnątrz sarkofagu znaleziono dwie czaszki przypuszcza się, iż w późniejszym okresie użyto go wtórnie do pochówku innej osoby.

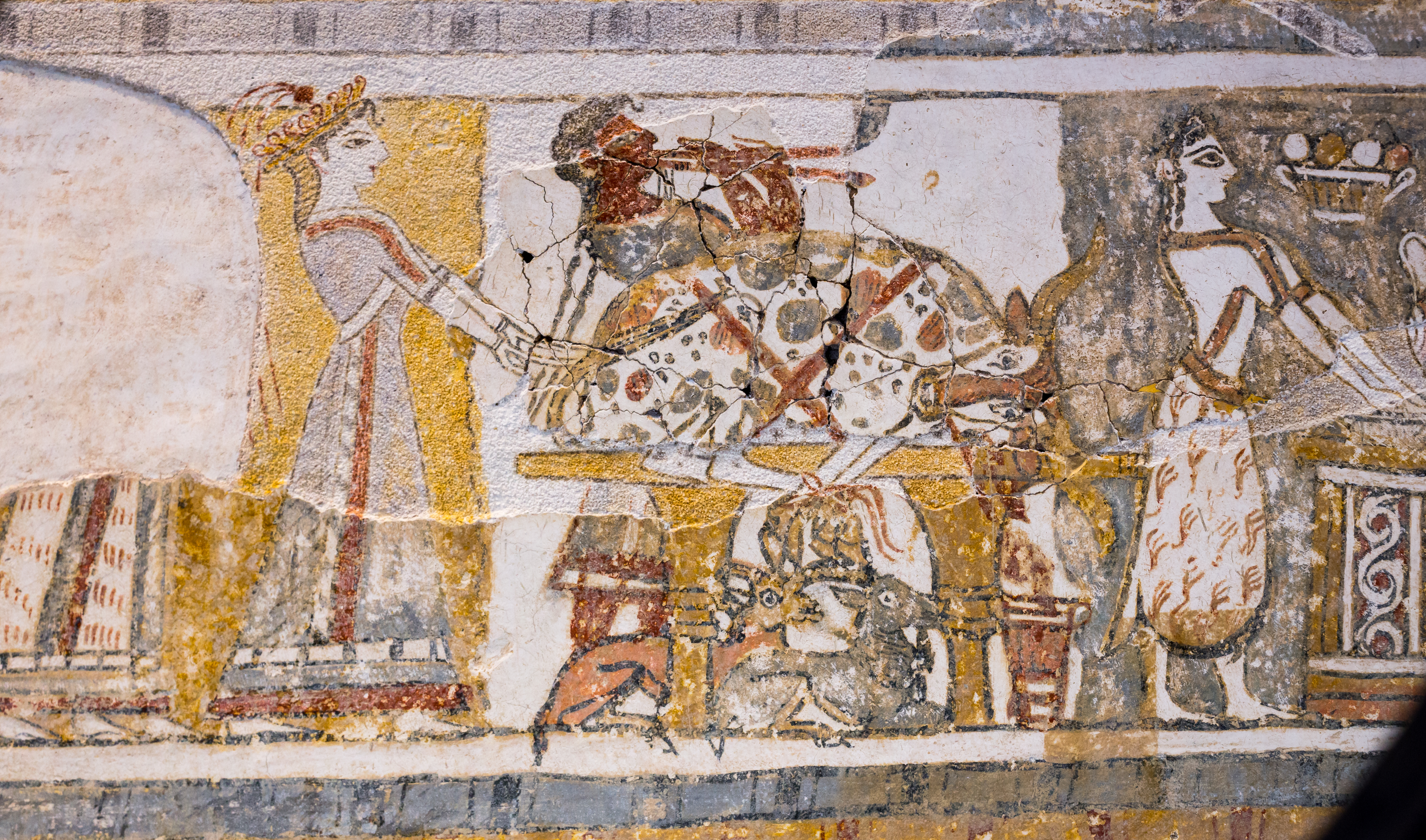
Zbliżenie malowidła z tylnej ściany

Sarkofag został wykonany z czterech wapiennych bloków. Ma nieregularne wymiary, między długościami boków występują kilkucentymetrowe różnice (1,375 i 1,385 m oraz 0,437 i 0,45 m). Pokrywa nie zachowała się. W dnie znajduje się pięć otworów, które prawdopodobnie służyły odprowadzeniu płynów z rozkładającego się ciała. Ściany sarkofagu ozdobiono freskami obrazującymi minojskie rytuały pogrzebowe. Front ukazuje dwie procesje, odróżniające się między sobą kolorem tła i kierunkiem ruchu postaci; część lewa zakończona jest przedstawieniem kapłanki składającej płynną ofiarę między zatkniętymi na słupach labrysami. Za nią podąża kobieta niosąca na ramieniu drążek z dwoma wiaderkami i mężczyzna grający na instrumencie strunowym. W części prawej trzej mężczyźni niosą dary grobowe: zwierzęta oraz model łodzi. Zmierzają oni w kierunku niskiej postaci męskiej w długiej szacie zakrywającej ręce, będącej prawdopodobnie wychodzącą z podziemi duszą zmarłego. Zachodni bok sarkofagu zdobią dwie sceny, z czego z górnej zachował się jedynie ułamek z nogami kroczącego mężczyzny, zaś dolny przedstawia dwie kobiety w rydwanie ciągniętym przez kozice. Tylna ściana zabytku zawiera trzy sceny, podobnie jak na frontonie rozróżnione kolorem tła. Po lewej stronie widać fragmentarycznie zachowane kroczące postaci żeńskie. Przed nimi znajduje się stół ofiarny ze spętanym bykiem, pod którym leżą dwie kozy; za bykiem stoi mężczyzna grający na fujarce. Po prawej stronie przedstawiona została kapłanka wyciągająca ręce w stronę ołtarza z płaskim naczyniem i dzbanem; za ołtarzem znajduje się słup z labrysem, na którym przysiadł czarny ptak, oraz budynek sanktuarium. Na wschodnim boku sarkofagu ukazano dwie kobiety w wozie ciągniętym przez gryfy, nad którymi unosi się biały ptak, symbolizujący być może duszę zmarłego.